# Naruhito
Car Naruhito (天皇徳仁) (rođen 23. veljače 1960.) je japanski car. Najstariji je sin bivšeg japanskog cara Akihita i carice Michiko. Studirao je povijest na sveučilištu Gakushuin te na Oxfordu. Naruhito je prvi car rođen nakon Drugog svjetskog rata te prvi kojeg su roditelji samostalno odgojili.
Od 1993. je oženjen za Masako, s kojom ima kći Aiko.
Dana 1. svibnja 2019. godine preuzeo je prijestolje Japana nakon što je njegov otac, dosadašnji car Akihito abdicirao. Naruhitova era zove se Reiwa što znači prekrasna harmonija.